# Alfá (Réthymnon)
Pour les articles homonymes, voir Alfa (homonymie).
Alfá, en grec moderne : Αλφά, est un village du dème de Mylopótamos, en Crète, en Grèce. Selon le recensement de 2011, la population d'Alfá compte 319 habitants. Il est situé à une altitude de 192 m, à une distance de 24 km de Réthymnon et à 5 km de Pérama.